# Rinorea cordata
Rinorea cordata är en violväxtart som beskrevs av L. B. Smith och Fernandez-perez. Rinorea cordata ingår i släktet Rinorea och familjen violväxter. Inga underarter finns listade i Catalogue of Life.